# راؤول غونزاليس (منافس ألعاب قوى)
راؤول غونزاليس (بالإسبانية: Raúl González Rodríguez) هو منافس ألعاب قوى مكسيكي، ولد في 29 فبراير 1952 في China, Nuevo León ‏ في المكسيك.

## وصلات خارجية
- راؤول غونزاليس على موقع الاتحاد الدولي لألعاب القوى (الإنجليزية)
- راؤول غونزاليس على موقع اللجنة الأولمبية الدولية (الإنجليزية)
- راؤول غونزاليس على موقع أوليمبيديا (الإنجليزية)